# Neoxantha amicta
Neoxantha amicta är en skalbaggsart som beskrevs av Francis Polkinghorne Pascoe 1857. Neoxantha amicta ingår i släktet Neoxantha och familjen långhorningar. Inga underarter finns listade i Catalogue of Life.